# August Georg Wilhelm Pezold
August Georg Wilhelm Pezold (9 août 1794 à Rakvere - 12 mars 1859 à Saint-Pétersbourg) est un peintre, dessinateur et lithographe germano-balte.

## Biographie
August Georg Wilhelm Pezold naît le 9 août 1794 à Rakvere, en Estonie, d'un père médecin. Ses parents meurent quand il est enfant et il est élevé par la famille Rehbinder (d'anciens patients de son père) dans leur domaine de Udriku. Il fréquente la « Domschule » (école de la cathédrale) de Tallinn.
De 1812 à 1814, il suit les traces de son père en étudiant la médecine à l'Université de Tartu, puis choisit de se consacrer à l'art et accompagne son ami Otto Friedrich Ignatius à Berlin, où ils s'inscrivent à l'Académie des Arts. De 1815 à 1816, il étudie à l'Académie des beaux-arts de Vienne.
Après une année, il part avec Otto Friedrich et Gustav Adolf Hippius pour un voyage de deux ans en Italie, puis un an en Suisse. Après un passage à Paris et à Londres, il retourne en Estonie en 1821.
Il travaille principalement comme portraitiste, à la fois en Estonie et en Livonie, surtout à Riga.
De 1824 à 1830, il est professeur de dessin à l'Institut Smolny de Saint-Pétersbourg.
Il voyage ensuite à travers l'Europe centrale et la Finlande, mais doit rentrer chez lui en 1837 en raison de la mort accidentelle de deux de ses fils et de la maladie de sa femme. Il est nommé « artiste libre » par l'Université de Saint-Pétersbourg en 1839.
En 1842, il est l'un des fondateurs de la Société littéraire estonienne et commence à enseigner à l'Université de Saint-Pétersbourg. En 1854, il est nommé membre de l'Académie russe des Beaux-Arts.
À côté de ses portraits et de quelques paysages, il peint des scènes de la vie rurale et de la paysannerie dans ce que l'on appellera plus tard le style naïf. Il a également été qualifié de pratiquant du Biedermeier estonien.
August Pezold meurt à Saint-Pétersbourg le 12 mars 1859 à l'âge de 64 ans.

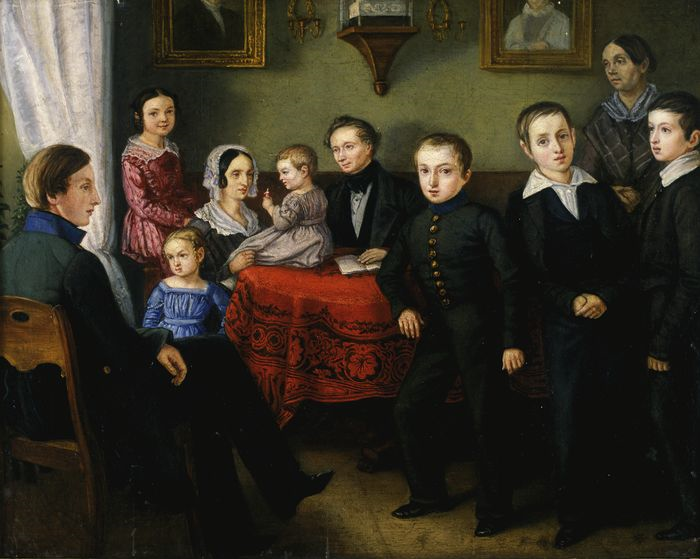
Portrait de la famille Doeppi (1845).
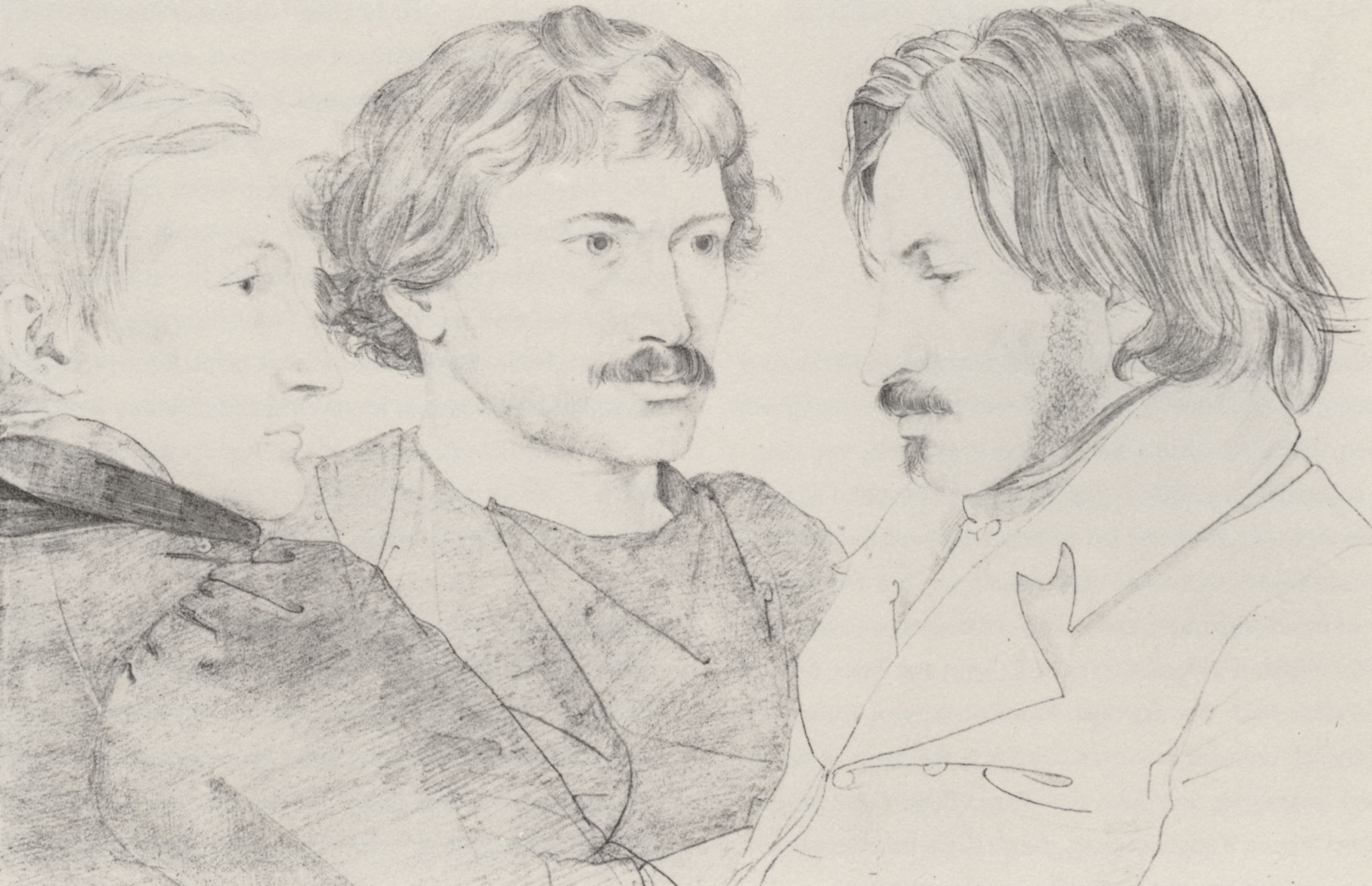
Dessin de Carl Philipp Fohr représentant Otto Friedrich Ignatius, August Georg Wilhelm Pezold et Gustav Adolf Hippius.